# Alexéi Churkin
Alexéi Churkin (en kazajo: Алексей Чуркин; 19 de marzo de 2004) es un deportista kazajo que compite en halterofilia. Ganó dos medallas en el Campeonato Mundial de Halterofilia, en los años 2022 y 2024.

## Palmarés internacional
| Campeonato Mundial | Campeonato Mundial | Campeonato Mundial | Campeonato Mundial |
| Año                | Lugar              | Medalla            | Categoría          |
| ------------------ | ------------------ | ------------------ | ------------------ |
| 2022               | Bogotá (Colombia)  | Medalla de bronce  | 73 kg              |
| 2024               | Manama (Baréin)    | Medalla de plata   | 81 kg              |